# Афро Базальделла
Афро Базальделла (італ. Afro Basaldella; нар. 4 березня 1912 — †24 липня 1976) — найбільший італійський художник-абстракціоніст, представник ліричної абстракції — більш відомий як Афро, оскільки підписував свої роботи тільки ім'ям.
У своїх роботах Афро прославляє імпровізацію, яскравість, емоцію і колір. Саме його дослідження кольорів, яке передує створенню творів, ритм, простір, світлові ефекти ставлять Афро в ряд найбільших італійських живописців.

## Біографія
Афро Басалделла народився в 1912 році в невеликому містечку Удіне недалеко від Венеції. Його батько і дядько були декораторами, два старших брата згодом стали скульпторами, і щоб виділитися з сімейного клану Афро ще в юності став підписуватися тільки ім'ям. Пройшовши навчання у Флоренції, Венеції та Римі, в 1931 році Басалделла отримав у Венеції диплом по класу живопису. Уже в двадцять років у Мілані пройшла його перша монографічна виставка. З 1935 року Афро регулярно виставлявся на Квадреннале в Римі та Бієнале у Венеції.
З двадцяти трьох років брав участь у виставках, робив фрески та мозаїки, а в живопису пробував одне за іншим самі різні напрямки. У 1950 році в Америці Афро зіткнувся з абстрактним експресіонізмом.